# Station Berkel-Enschot
Station Berkel-Enschot (Bke) is een voormalig station aan de spoorlijn Tilburg - Nijmegen en ligt tussen de huidige stations Tilburg en 's-Hertogenbosch. Het station van Berkel-Enschot werd geopend op 4 juni 1881 en is gesloten op 15 mei 1938. Het stationsgebouw is in 1958 gesloopt.
De afgelopen jaren is een hernieuwde opening van Berkel-Enschot onderwerp van gesprek geweest. De halte zou Berkel-Enschot beter ontsluiten en enige ontlasting kunnen verzorgen voor de N65 tussen Tilburg-Oost en Den Bosch. In 2010 toonde voormalig minister Eurlings zich voorstander van het station. Enige maanden later werd een motie om binnen drie maanden tot een definitief besluit te komen over de bouw door de Tweede Kamer afgewezen.. Op 28 november 2014 is bekendgemaakt dat het station er zeker voor 2028 niet komt